# Smilax nageliana
Smilax nageliana är en enhjärtbladig växtart som beskrevs av A.Dc. Smilax nageliana ingår i släktet Smilax och familjen Smilacaceae.
Artens utbredningsområde är Java. Inga underarter finns listade.